# 久次米健太郎
久次米 健太郎（くじめ けんたろう、1908年8月26日 - 1980年7月2日）は日本の政治家。参議院議員（2期）。

## 経歴
徳島県板野郡藍住町生まれ。中央大学中退後、家業である染め物屋を継ぐ。1947年、藍園村長に就任。その後、板野郡町村会長、徳島県議会議員（4期）、同議長、全国販売農業協同組合連合会理事などを歴任。
1968年、第8回参議院議員通常選挙に徳島地方区から立候補をして当選。三木派に所属し、三木武夫の城代家老と呼ばれた。1974年の第10回参議院議員通常選挙では田中角栄首相は1人区の徳島地方区で内閣官房副長官であった後藤田正晴を自民党公認候補とし、現職の久次米は非公認となってしまう。久次米非公認により、三木派と田中派との間は完全に険悪化してしまい、徳島地方区は田中派と三木派の「三角代理戦争」と呼ばれた。結果は久次米19万6210票、後藤田15万3388票で久次米が当選した。このことは三木と田中の不和を招き、三木の副総理辞任につながり、さらに福田赳夫と三木の田中内閣倒閣に向けての連携へとつながった。また、その後の徳島での保守分裂（阿波戦争）にも至った。
1980年4月の春の叙勲で勲二等に叙され、旭日重光章を受章する。
1980年4月以降、悪性リンパ腫のため入院療養していたが、議員在職中の同年7月2日、急性肺炎併発により徳島市の徳島大学医学部附属病院で死去した。71歳没。同月4日、特旨を以て位記を追賜され、死没日付をもって正四位に叙された。哀悼演説は同月25日、参議院本会議で井上吉夫により行われた。
1983年から1989年まで藍住町町長を務めた久次米圭一郎は長男である
。